# Línea 62 (EMT Madrid)

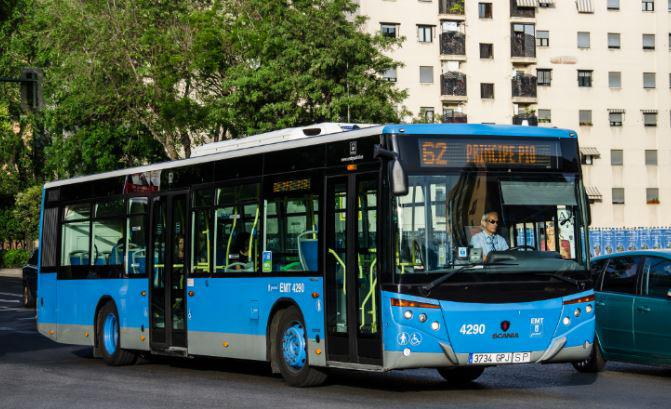
Autobús Scania N270UB Castrosua Versus de la línea 62, mostrando la antigua cabecera de Príncipe Pío

La línea 62 de la EMT de Madrid une la Plaza de Cristo Rey con el Barrio de Los Puertos (Arganzuela).

## Características
La primera línea 62 que existió en la red de la EMT, fue creada el 20 de agosto de 1967 y sustituía a una línea tranviaria (llamada 2) que unía Moncloa con el Paraninfo de la Universidad Complutense de Madrid. Esta línea circuló hasta el 19 de diciembre de 1995, momento en que fue sustituida por la línea U.
En 1998, se resucitó la línea 62 esta vez entre el Barrio de los Puertos y la Plaza de la Beata María Ana de Jesús, siendo una línea de barrio, con pocas paradas, y que requería combinar con metro u otros autobuses para ir a lugares del distrito de Arganzuela distintos de su cabecera, la Plaza de Legazpi o parte de la calle Embajadores desde el barrio citado.
A partir de febrero de 2009, la línea amplía su recorrido atravesando los barrios de Chopera, Acacias e Imperial del distrito de Arganzuela, vertebrando el distrito y uniéndolo, en último término, con el intercambiador de Príncipe Pío.
El 26 de mayo de 2014, cambia el nombre de la cabecera de Puerto Serrano por Los Puertos.
El 25 de febrero de 2019, se pone en marcha la prolongación de la línea hasta Cristo Rey desde Príncipe Pio, dejando de tener su cabecera en el interior del citado intercambiador. Su nueva cabecera se sitúa cerca del Hospital Clínico San Carlos y la Fundación Jiménez Díaz, hospital de referencia del distrito de Arganzuela.

### Frecuencias
| Lunes a viernes laborables |           |
| De 6:00 a 8:00             | 8-19 min  |
| De 8:00 a 20:00            | 10-12 min |
| De 20:00 a 23:00           | 11-17 min |
| Sábados laborables         |           |
| De 6:00 a 9:00             | 17-36 min |
| De 9:00 a 21:00            | 16-19 min |
| De 21:00 a 23:00           | 16-22 min |
| Domingos y festivos        |           |
| De 7:00 a 10:00            | 18-30 min |
| De 10:00 a 23:00           | 17-21 min |

## Recorrido y paradas

### Sentido Los Puertos
Partiendo de la calle Isaac Peral junto a Plaza Cristo Rey, la línea continua por Arcipreste de Hita, calle Romero Robledo, Pintor Rosales a calle Ferraz, calle Bailen para girar a Cuesta de San Vicente para llegar a Glorieta de San Vicente, donde toma el Paseo de la Virgen del Puerto hasta llegar a las inmediaciones del Parque de Atenas, donde gira a la izquierda para tomar el Paseo de la Ciudad de Plasencia, que recorre entero rodeando dicho parque. Al final del mismo, cruza la calle Segovia y se incorpora a la Ronda de Segovia, por la que circula brevemente hasta tomar el paseo de los Melancólicos, que recorre hasta la intersección con el Paseo de los Pontones.
En dicha intersección, gira a la izquierda y sube por este paseo hasta la intersección con el Paseo Imperial, circulando entonces por él tras girar a la derecha. Llega por este paseo hasta la Glorieta de las Pirámides. En esta glorieta sale por el paseo de las Acacias, por el que sube hasta la intersección con el Paseo de la Esperanza, donde gira a la derecha para incorporarse al mismo.
Bajando por el Paseo de la Esperanza, la línea llega a la intersección con la calle Gargantilla, por la cual se desvía girando a la derecha, y circula hasta la siguiente intersección, donde gira a la izquierda para tomar la calle Arganda, por la cual desemboca en el Paseo de Yeserías, donde gira a la izquierda para tomar éste en dirección a la Plaza de Legazpi. Circula por el Paseo de Yeserías y al finalizar por el Paseo de la Chopera hasta llegar a la Plaza del General Maroto. En esta plaza gira para salir por la calle Guillermo de Osma, que desemboca en la Plaza de la Beata María Ana de Jesús.
En la Plaza de la Beata María Ana de Jesús, toma el paseo de las Delicias en dirección a la plaza de Legazpi, y en esta última sale por el paseo del Molino, que recorre entero hasta desembocar en la calle Embajadores.
La línea circula por la calle Embajadores hasta pasar la intersección con la avenida del Planetario, girando a la izquierda para entrar en el Barrio de los Puertos por la calle Puerto Serrano. Dentro de este barrio circula por esta calle y las calles Puerto de Miravete y Puerto de la Cruz Verde, teniendo su cabecera en esta última (haciendo esquina con la calle Puerto Serrano).
| Código | Parada                                                    | Común con                  | Conexiones con Metro y Cercanías | Otros |
| ------ | --------------------------------------------------------- | -------------------------- | -------------------------------- | ----- |
| 4608   | CRISTO REY (C/ Isaac Peral frente C/ Joaquín María López) | 138                        | Islas Filipinas                  |       |
| 4022   | Junta Municipal Moncloa                                   | 1 44 82 132 138 C2         |                                  |       |
| 3687   | Moncloa                                                   | 1 44 138 C2                | Moncloa                          |       |
| 4026   | Romero Robledo                                            | 21                         |                                  |       |
| 1216   | Pintor Rosales-Teleférico                                 | 74                         |                                  |       |
| 596    | Templo de Debod                                           | 74                         |                                  |       |
| 599    | Jardines de Sabatini                                      | 25 39 46 75 138 158 C2     |                                  |       |
| 601    | Cuesta de San Vicente                                     | 25 39 46 75 138 158 C2     |                                  |       |
| 603    | Príncipe Pío                                              | 25 39 46 75 138 158 C2     | Príncipe Pío                     |       |
| 4070   | Glorieta de San Vicente                                   | 25 39 138 158 C2           | Príncipe Pío                     |       |
| 606    | Ermita Virgen del Puerto                                  | 25 33 39 41 138 C2         |                                  |       |
| 2367   | Parque de Atenas                                          | 41 C2                      |                                  |       |
| 2366   | Cuesta de la Vega                                         | 41 C2                      |                                  |       |
| 4115   | Melancólicos-Imperial                                     |                            |                                  |       |
| 2322   | Melancólicos                                              | 36 50                      |                                  |       |
| 2323   | Puente de San Isidro-Melancólicos                         | 36 50                      |                                  |       |
| 553    | Puente de San Isidro-Pontones                             | 17 36                      |                                  |       |
| 2313   | Imperial-Pontones                                         | 36                         |                                  |       |
| 2311   | Imperial-Pirámides                                        | 36                         |                                  |       |
| 328    | Pirámides                                                 | 34 36 116 118 119          | Pirámides                        |       |
| 380    | Pirámides Cercanías                                       | 34 36 116 118 119          |                                  |       |
| 381    | Olmos                                                     | 34 36 116 118 119          |                                  |       |
| 325    | Acacias                                                   | 34 36 116 118 119          | Acacias                          |       |
| 4118   | Paseo de la Esperanza-Vallejo Nájera                      |                            |                                  |       |
| 4120   | Paseo de la Esperanza-Gargantilla                         |                            |                                  |       |
| 4121   | Arganda-Puente Praga                                      |                            |                                  |       |
| 1120   | La Chopera-Puente Praga                                   | 18                         |                                  |       |
| 4150   | Casa del Reloj                                            |                            |                                  |       |
| 4152   | Guillermo de Osma                                         |                            |                                  |       |
| 4154   | Beata                                                     |                            |                                  |       |
| 1170   | Legazpi                                                   | 8 19 45 47 59 76 85 86 247 | Legazpi                          |       |
| 3201   | Legazpi-Paseo del Molino                                  | 148 423                    |                                  |       |
| 5054   | Plaza de Italia                                           | 148 156                    |                                  |       |
| 2905   | Bronce                                                    | 148 156 180 T32            |                                  |       |
| 2907   | Nudo Sur                                                  | 180 T32                    |                                  |       |
| 3204   | Puerto Serrano                                            |                            |                                  |       |
| 3207   | Puerto de la Cruz Verde                                   |                            |                                  |       |
| 3206   | LOS PUERTOS (C/ Puerto de la Cruz Verde, 19)              |                            |                                  |       |

### Sentido Cristo Rey
El recorrido de vuelta es igual al de ida pero en sentido contrario con algunas excepciones:
- Sale del Barrio de los Puertos por la calle Puerto de Béjar en lugar de Puerto Serrano.
- Dentro del barrio de Imperial, en lugar de circular por el paseo de los Melancólicos, la Ronda de Segovia y el Paseo de la Ciudad de Plasencia, circula por la calle Cobos de Segovia y el Paseo de la Virgen del Puerto en el tramo de sentido único (antes del cruce con la calle Segovia).
- Sube por Cuesta de San Vicente para girar a la calle Bailén donde enlaza con calle Ferraz, Paseo de Moret pasando por el Intercambiador de Moncloa, Plaza de Moncloa y finalizando su recorrido en Isaac Peral junto a la Plaza Cristo Rey.

| Código | Parada                                       | Común con                          | Conexiones con Metro y Cercanías | Otros |
| ------ | -------------------------------------------- | ---------------------------------- | -------------------------------- | ----- |
| 3206   | LOS PUERTOS (C/ Puerto de la Cruz Verde, 19) |                                    |                                  |       |
| 4673   | Puerto de Béjar                              |                                    |                                  |       |
| 2908   | Nudo Sur                                     | 180 T32                            |                                  |       |
| 2906   | Bronce                                       | 148 156 180 T32                    |                                  |       |
| 5512   | Plaza de Italia                              | 148 156                            |                                  |       |
| 2916   | Legazpi (Pº Molino, 1)                       | 148 156 180 T32 423                | Legazpi                          |       |
| 3858   | Legazpi                                      | 47 59 76 85 86 247 421 422 424 426 | Legazpi                          |       |
| 5741   | Beata                                        |                                    |                                  |       |
| 5776   | Guillermo de Osma                            |                                    |                                  |       |
| 4151   | Casa del Reloj                               |                                    |                                  |       |
| 1121   | La Chopera-Puente Praga                      | 18                                 |                                  |       |
| 4122   | Arganda-Puente Praga                         |                                    |                                  |       |
| 4119   | Paseo de la Esperanza-Gargantilla            |                                    |                                  |       |
| 5820   | Paseo de la Esperanza-Vallejo Nájera         |                                    |                                  |       |
| 324    | Acacias                                      | 34 36 116 118 119                  | Acacias                          |       |
| 326    | Olmos                                        | 34 36 116 118 119                  |                                  |       |
| 4669   | Pirámides Cercanías                          | 34 36 116 118 119                  |                                  |       |
| 327    | Pirámides                                    | 34 36 116 118 119                  | Pirámides                        |       |
| 2310   | Imperial-Pirámides                           | 36                                 |                                  |       |
| 2312   | Imperial-Pontones                            | 36                                 |                                  |       |
| 4123   | Cobos de Segovia                             |                                    |                                  |       |
| 4124   | Melancólicos                                 |                                    |                                  |       |
| 2316   | Virgen del Puerto-Ruy González               | 36 50                              |                                  |       |
| 2317   | Virgen del Puerto-Fósforo                    | 36 50                              |                                  |       |
| 2318   | Virgen del Puerto-Segovia                    | 36 50                              |                                  |       |
| 609    | Puente de Segovia                            | 25 33 39 41 138 158 C1             |                                  |       |
| 1562   | Príncipe Pío-Campo de Moro                   | C1 138                             | Príncipe Pío                     |       |
| 5246   | Cuesta de San Vicente                        | 25 39 46 75 138 158 C1             |                                  |       |
| 742    | Jardines de Sabatini                         | 25 39 46 75 138 158 C1             |                                  |       |
| 5522   | Templo de Debod                              | 74                                 |                                  |       |
| 2753   | Ferraz-Quintana                              | 74                                 |                                  |       |
| 2785   | Marqués de Urquijo-Teleférico                | 74                                 |                                  |       |
| 2786   | Ferraz-Romero Robledo                        | 74                                 |                                  |       |
| 2746   | Ferraz-Paseo de Moret                        |                                    |                                  |       |
| 15525  | Moncloa                                      | 164                                | Moncloa                          |       |
| 4021   | Junta Municipal Moncloa                      | 1 44 82 132 138 C1                 |                                  |       |
| 743    | Cristo Rey (C/ Isaac Peral, 42)              | 1 44 82 132 138 C1                 | Islas Filipinas                  |       |

## Galería de imágenes

Mapa zonal de la estación de Acacias con los accesos y los recorridos de los autobuses de la EMT que pasan por ella, entre los que se encuentra la línea 62.